# あゝ高杉晋作
「あゝ高杉晋作」（ああたかすぎしんさく）は、1986年にリリースされた三橋美智也のシングル。

## 解説
- 「舞踊歌謡」シリーズのひとつであり、A面は高杉晋作の生涯、B面は伊達政宗の生涯を歌っている。
- A面・B面ともに詩吟入りで、歌詞の中には「萩」「長府」「功山寺」（A面）、「仙台笹」「青葉城影」「広瀬の渕」（B面）が出てくる。

## 収録曲
1. あゝ高杉晋作
  - 作詞:山添花秋／作曲:吉田矢健治／編曲:川上英一
2. 名将伊達政宗
  - 作詞:たなかゆきを／作曲・編曲:山田年秋